# Heinrich Schmittmann
Heinrich Schmittmann (* 2. Dezember 1878 in Düsseldorf; † 2. Juni 1956 ebenda) war ein deutscher Jurist und erster Präsident des Bundesfinanzhofs.

## Werdegang
Schmittmann entstammte einer niederrheinischen Gutsbesitzerfamilie. Er wurde geboren als drittältester Sohn von Michael Schmittmann und dessen Ehefrau Josefine geb. Panzer. Benedikt Schmittmann war einer seiner Brüder.
Schmittmann besuchte das Kgl. Gymnasium in Düsseldorf und studierte Rechtswissenschaft an den Universitäten Heidelberg, Leipzig und Bonn. Sein Referendarexamen legte er 1902 ab und trat zunächst in den preußischen Justizdienst ein, wechselte später aber in den Verwaltungsdienst. 1907 wurde er zum Regierungsassessor ernannt und 1915 zum Regierungsrat. 1919 kam er zur Reichsfinanzverwaltung, wurde 1921 zum Oberregierungsrat befördert und 1923 Präsident des Finanzgerichts Düsseldorf. Nach der Machtübernahme der Nationalsozialisten wurde er 1933 aus politischen Gründen abgesetzt und als Senatspräsident an den Reichsfinanzhof in München versetzt. Als Gegner des NS-Regimes stand er mit der bayerischen Widerstandsgruppe um Franz Sperr in Verbindung.
Nach Ende des Zweiten Weltkriegs und der damit verbundenen Auflösung des Reichsfinanzhofs wurde er 1945 als Präsident des Obersten Finanzgerichtshofs eingesetzt. Im Zuge der Wiederherstellung der Rechtseinheit im Bundesgebiet wurde der Finanzgerichtshof 1950 zum Bundesfinanzhof ausgebaut und Schmittmann mit Wirkung vom 21. Oktober 1950 zu dessen Präsidenten ernannt. Zum 30. April 1951 trat er auf eigenen Wunsch aus Altersgründen von seinem Amt zurück.
Schmittmann veröffentlichte mehrere steuerpolitische Aufsätze in Tages- und Fachzeitungen. Seit seiner Studentenzeit war er Mitglied der katholischen Studentenverbindungen KStV Palatia Heidelberg und KStV Frisia Bonn, beide im KV.
M
Schmittmann starb 1956 im Alter von 77 Jahren in einem Düsseldorfer Krankenhaus. 1910 hatte er Elisabeth Wahlen geheiratet, die 1937 verstarb. Die Eheleute hatten zwei Söhne.

## Ehrungen
- 1952: Großes Verdienstkreuz mit Stern der Bundesrepublik Deutschland
- Großkreuz des Ordens vom Heiligen Grab mit Stern
- Großoffizier des Gregoriusordens
- Kriegsverdienstkreuz